# Marcigliana

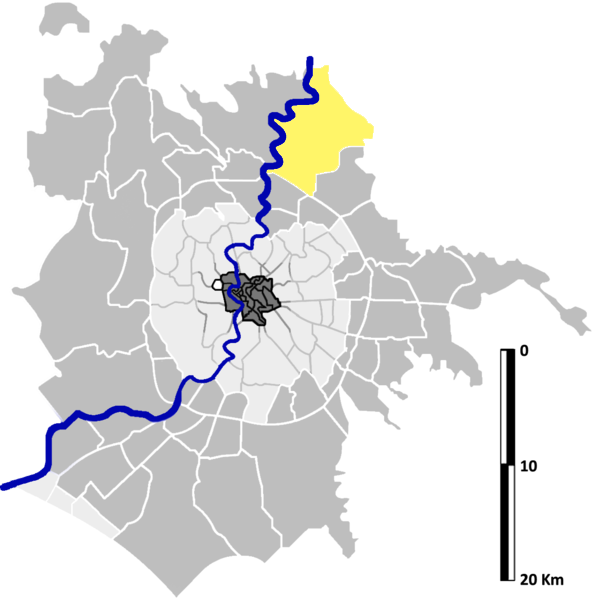
Lage von Marcigliana in Rom

Marcigliana bezeichnet die dritte Zone, abgekürzt als Z.III, der italienischen Hauptstadt Rom. Im Gegensatz zu den Rioni, Quartieri und Suburbi sind es die ländlicheren Gebiete von Rom. Sie gehört zum Municipio III und zählt 6711 Einwohner (2016). Sie befindet sich im Norden der Stadt außerhalb der römischen Ringautobahn A90 und hat eine Fläche von 49,3165 km². Der Name leitet sich vom Fundus Marcellianus ab, der nach der römischen Familie Marcelli, die zu den Claudiern gehörten. Sie grenzt an die Gemeinden Riano und Monterotondo. Die Dörfer Settebagni und Vallericca liegen in dieser Zona.

## Geschichte
Marcigliana wurde am 13. September 1961 durch Beschluss des Commissario Straordinario gegründet. Damals wurde der Ager Romanus in 59 Zonen geteilt, denen eine römische Zahl zugeteilt und ein Z vorgestellt wurde. Davon wurden sechs an die neugegründete Gemeinde Fiumicino komplett ausgegliedert und drei weitere teilweise.

## Besondere Orte
- Sant’Antonio da Padova (1938)
- Crustumerium